# Can Rosell
El Mas Rosell és una obra del municipi de Brunyola i Sant Martí Sapresa (Selva) inclosa en l'Inventari del Patrimoni Arquitectònic de Catalunya.

## Descripció
Es tracta d'un edifici de planta quadrada, amb forma de torre, de dues plantes i golfes i coberta de quatre vessants, adossat a un grup de cases anomenades Can Pujades. Les façanes són arrebossades i pintades de color blanc.
La planta baixa consta d'un sòcol d'arrebossat, pintat de color grisós, i de diverses obertures emmarcades de pedra calcària desbastada, d'estil rústic. A la llinda de la porta principal, formada per nou grans blocs, hi ha la llegenda següent: MAS ROSELL, 1933.
Les finestres del primer i segon pis presenten alguns elements d'inspiració modernista, com rajoles vidriades de color blau que emmarquen les finestres, que al segon pis són d'arc rebaixat.
L'element més rellevant de la casa és l'imponent ràfec emergent, sostingut per bigues de fusta.